# کادوا (کلرادو)
کادوا (به انگلیسی: Caddoa) یک منطقهٔ مسکونی در ایالات متحده آمریکا است که در شهرستان بنت، کلرادو واقع شده‌است. کادوا ۱٬۱۸۲ متر بالاتر از سطح دریا واقع شده‌است.